# 鲁尔 (滨海阿尔卑斯省)
鲁尔（法語：Roure，法語發音：[ʁuʁ]）是法国滨海阿尔卑斯省的一个市镇，属于尼斯区。

## 地理
鲁尔（44°5'25"N, 7°5'17"E）面积40.3 平方千米，位于法国普罗旺斯-阿尔卑斯-蓝色海岸大区滨海阿尔卑斯省，该省份为法国东南部沿海省份，南濒地中海，西南至瓦尔省，西北接上普罗旺斯阿尔卑斯省，北部和东部与意大利接壤。
与鲁尔接壤的市镇（或旧市镇、城区）包括：伊隆斯、伊索拉、鲁比永、蒂内河畔圣索沃尔。

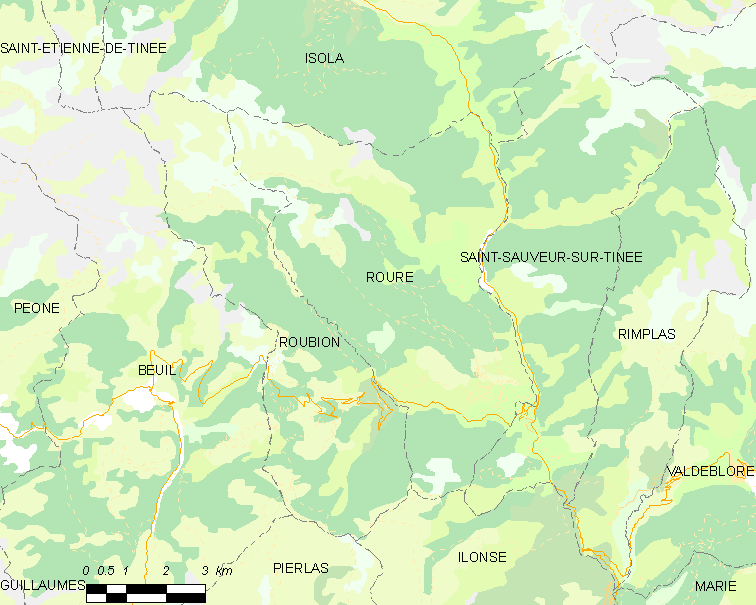
的OSM定位图

鲁尔的时区为UTC+01:00、UTC+02:00（夏令时）。

## 行政
鲁尔的邮政编码为06420，INSEE市镇编码为06111。

## 政治
鲁尔所属的省级选区为图雷特勒旺斯县。

## 人口

1962-2008年间人口变化图示

鲁尔于2022年1月1日时的人口数量为111人。